# Stanguellini 2800 Sport
La Stanguellini 2800 Sport è un'autovettura da competizione, costruita in esemplare unico, su base della Fiat 2800, per il pilota Luigi Filippone nel 1939.
In quell'anno, oltre che da Filippone, venne portata in gara anche da Luigi Villoresi che non concluse peraltro la competizione che si svolgeva in Abruzzo.
Dopo la pausa del secondo conflitto mondiale è stata riportata in gara da Renato Balestrero ottenendo buoni risultati nelle competizioni del 1947, in particolare nel Campionato Italiano Sport Nazionale e nel Campionato Internazionale Sport, classe oltre 1500 cm³.